# Nader Matar
Nader Matar (ur. 12 maja 1992 w Abidżanie) – libański piłkarz grający na pozycji pomocnika. Zawodnik klubu Nejmeh SC i reprezentacji Libanu.

## Kariera klubowa
Nader Matar karierę zaczynał w Hiszpanii i Portugalii. Grał w juniorskiej drużynie AD Alcorcón, Canillas i trzeciej drużynie Atlético Madryt oraz Oeiras i Sporting CP B. W 2012 roku przeniósł się do ghańskiego Asante Kotoko SC. W 2014 roku powrócił do Portugalii i występował w SC Beira-Mar. Od 2016 roku jest piłkarzem libańskiego
Nejmeh SC. Z klubem wygrał Superpuchar Libanu i Elite Cup.

## Kariera reprezentacyjna
Nader Matar w reprezentacji Libanu zadebiutował 22 stycznia 2012 roku w meczu z Irakiem. Pierwszego gola zdobył w wygranym 2:1 meczu z Syrią 2 sierpnia 2019.